# Folkung-ház
Folkungok (svédül: Folkunger) névvel eredetileg az 1210-ben elesett Folke Birgersson nemesi pártjának követőit illették, akik a svéd királyi hatalom központosítása ellen léptek fel. 1229-ben a felkelők legyőzték Erik Eriksson királyt, aki Dániába menekült. Helyette a nemesek Knutot ruházták fel a királyi hatalommal. Az új király azonban 1234-ben meghalt, így Erik visszatért Svédországba. A Folkung pártot végül a sparresäteri (1247), valamint a herrevadsbroi csatákban (1251) Birger gróf győzte le.
A 17. század óta azonban Folkung-ház névvel írják le azt a királyi családot, mely Svédországban 1250 és 1363, Norvégiában pedig 1319 és 1387 között uralkodott. A család alapítójának a Bjälbo-házi Birger grófot tartják, akinek fiai Valdemár  (1250-1275), és Magnus Ladulås (1275-1290), valamint utóbbinak Birger Magnusson nevű fia (1290-1318) svéd királyok voltak. 
A család további királyai:
- Magnus Eriksson (1319-1364)
- Erik Magnusson (társuralkodó 1357-1359 között)
- Håkan Magnusson (társuralkodó 1362-1364 között)

1319-ben Magnus Eriksson megszerezte a norvég királyi címet is, melyet 1343-ban fiának, Håkannak adott át. Utóbbi fia, Olaf Håkansson apját a norvég trónon követte, majd később, 1376-ban a dán királyi címet is örökölte. 1387-es halálával kihalt a Folkung-ház férfiága.

## Fordítás
- Ez a szócikk részben vagy egészben  a   Folkunger című német Wikipédia-szócikk ezen változatának fordításán alapul.  Az eredeti cikk szerkesztőit annak laptörténete sorolja fel. Ez a jelzés csupán a megfogalmazás eredetét és a szerzői jogokat jelzi, nem szolgál a cikkben szereplő információk forrásmegjelöléseként.